# Толберт, Виктория Анна Дэвид
Виктория Анна Дэвид Толберт (урожденная Дэвид) (англ. Victoria Tolbert: 12 июля 1916, Робертспорт, Либерия — 8 или 9 ноября 1997, Плимут, Миннесота, США) — супруга президента Либерии Уильяма Ричарда Толберта. Первая леди Либерии (23 июля 1971 — 12 апреля 1980).

## Биография
Получила начальное образование школе при христианской миссии. Позже стала учителем начальной школы, преподавала в детском саду. В 1934 году познакомилась с Уильямом Толбертом. 12 мая 1936 года вышла за него замуж.
После того, как Уильям Толберт стал президентом Либерии, первая леди инициировала сбор средств в фонд Annual Calendar Teaна поддержку малоимущих детей. Являлась  членом исполнительного комитета женского отдела Всемирного баптистского альянса .
12 апреля 1980 года Президент Толберт был убит во время государственного переворота. После переворота Виктория была заключена в тюрьму, а затем помещена под домашний арест на несколько месяцев. В конце концов Викторию освободили и разрешили выехать в Соединенные Штаты. В 1996 году опубликовала написанную ею автобиографическую книгу под названием «Lifted Up: The Victoria Tolbert Story» . 
В ноябре 1997 года умерла от сердечного приступа в Плимуте. 
У пары  было восемь детей. 